# Omer Hanin
Omer Hanin (hebräisch עומר חנין, * 14. Mai 1998 in Rischon LeZion) ist ein israelischer Fußballtorwart, der auch die portugiesische Staatsbürgerschaft hält. Er steht bei Hapoel Haifa unter Vertrag und ist ehemaliger israelischer Nachwuchsnationalspieler.

## Karriere

### Verein
Hanin wurde bei den großen israelischen Vereinen Maccabi und Hapoel sowie bei seinem Heimatverein Hapoel Rischon LeZion ausgebildet.
Ende 2016 stand er im Zweitligaheimspiel gegen Hapoel Bnei Lod (0:2) in der Startelf und somit das erste Mal im Herrenfußball auf dem Platz.
Nach einer einsatzlosen Saison bei Hapoel Petach Tikwa verpflichtete der Erstligist Hapoel Hadera den jungen Torwart im Sommer 2018 als Vertreter für Stammkeeper Levkovich. Hanin spielte dreimal für Hadera, der Verein verpasste am Saisonende als Sechster der Meisterrunde die Qualifikation für den Europapokal.
Im Sommer 2019 verließ der Torhüter seine Heimat und wechselte nach Deutschland zum Bundesligisten 1. FSV Mainz 05. Scouts des Vereins hatten den Israeli während seiner Zeit als israelischer Nachwuchsnationalspieler beobachtet und nach einigen Probetrainingseinheiten für eine Verpflichtung empfohlen. Bei den Rheinhessen erhielt Hanin einen bis Juni 2023 laufenden Vertrag. Er ging als dritter Torwart der Profimannschaft in die Saison 2019/20, spielte seitdem aber ausschließlich für die U23 in der Regionalliga. Im Sommer 2022 wechselte er innerhalb der Regionalliga Südwest zum FSV Frankfurt. Dort konnte er sich in der anschließenden Saison 2022/23 als Stammtorhüter durchsetzen, verließ den Verein nach Saisonende jedoch wieder. Im Februar 2024 schloss er sich dem SV Waldhof Mannheim an und stand erstmals beim Heimspiel gegen Bielefeld in der Startaufstellung. Im Sommer 2025 verließ er Mannheim. Sein neuer Verein ist Hapoel Haifa.

### Nationalmannschaft
Hanin spielte 2016 insgesamt viermal für die U18- und U19-Nachwuchsnationalmannschaften der IFA. Von 2018 bis 2019 gehörte er zudem dem Kader der U21-Nationalmannschaft an, ohne dort zum Einsatz zu kommen.